# TLC戦
TLC戦（TLCせん）は、プロレスにおける試合形式の一種である。ラダー・マッチに公認凶器として組み立て机、椅子を付加したものである。名称もTables（机）、Ladders（梯子）、Chairs（椅子）の3つの凶器の頭文字に由来する。TLCマッチとも呼ばれている。

## 概要
テーブルマッチを得意とするダッドリー・ボーイズ、ラダー上からの危険な技のハイフライムーブを得意とするハーディー・ボーイズ、イスを使ってのダブル攻撃を得意とするエッジ&クリスチャンのタッグ王座をめぐる抗争のデスマッチ形式として始められた。このデスマッチ形式を考え出したのは、コミッショナーを務めていたハードコアマッチの帝王であるミック・フォーリーである。試合に際して、リング内外に凶器が設置され、試合中に自由に使うことができるようになっている。特に机と椅子は攻撃で利用した際に破壊されることが多く、あらかじめ多くの机や椅子が用意される。対戦相手を机の上に横たえて、机めかげてムーンサルトプレスやスワントーンボムなどの飛び技を繰り出し、机まで破壊される光景が試合のハイライトの1つである。
2002年にWWEのテレビ番組「RAW」で行われたTLCマッチ（参加者：クリス・ジェリコ&クリスチャン、ジェフ・ハーディー&ロブ・ヴァン・ダム、ババレイ・ダッドリー&スパイク・ダッドリー、ケイン）は、1993年から始まったロウの10年間における最高の試合として、2003年のRAW10周年記念番組にて「最高の試合賞」に賞された。（この試合でケインはハリケーン（現グレゴリー・ヘルムズ）と組んで対戦予定だったが、直前にハリケーンはトリプルHとリック・フレアーに襲われて出場不能となり、ケインだけ相棒がいない状態で戦った）
2006年には、エッジと、リック・フレアーがこの形式で初めてWWE王座戦を行った。また、TNAではフル・メタル・メイヘム（Full Metal Mayhem）というTLCマッチから派生した試合形式が存在する。
日本では主に大日本プロレスやDDTプロレスリングで採用されている。ユニオンプロレスでは机の代わりにハンマー（Tonkachi）が使用される。大日本では2014年5月5日横浜文化体育館でのBJW認定デスマッチヘビー級選手権試合にて蛍光灯を300本追加された上で行われている。全日本プロレスでも2012年3月4日後楽園ホールでのTEAMビチッと! vs. GET WILDがTLC戦として行われた。

## WWEの歴代試合結果
- 2000年8月27日　SummerSlam 2000

WWFタッグ選手権試合
○エッジ＆クリスチャン(c) vs ハーディー・ボーイズ（マット・ハーディー＆ジェフ・ハーディー） vs ダッドリー・ボーイズ（ババ・レイ・ダッドリー＆ディーボン・ダッドリー）
（エッジ&クリスチャンがWWFタッグ王座を防衛）
- 2001年4月1日　WrestleMania X-Seven

WWFタッグ選手権試合
●ダッドリー・ボーイズ(c) vs エッジ＆クリスチャン○ vs ハーディー・ボーイズ
（エッジ&クリスチャンはダッドリー・ボーイズからWWFタッグ王座を奪取）
- 2001年5月24日　SmackDown!

WWFタッグ選手権試合
○クリス・ベノワ＆クリス・ジェリコ(c) vs エッジ＆クリスチャン vs ハーディー・ボーイズ vs ダッドリー・ボーイズ
（クリス・ベノワ＆クリス・ジェリコはWWFタッグ王座を防衛）
- 2002年10月7日 RAW

WWEタッグ選手権試合
○ケイン＆ザ・ハリケーン(c) vs クリス・ジェリコ＆クリスチャン vs ババ・レイ・ダッドリー＆スパイク・ダッドリー vs ロブ・ヴァン・ダム＆ジェフ・ハーディー
（ケイン＆ザ・ハリケーンがWWEタッグ王座を防衛）
- 2006年1月16日 RAW

WWE王座選手権試合
○エッジ(c) vs リック・フレアー●
（エッジがWWE王座を防衛）
- 2006年9月17日　Unforgiven 2006

WWE王座選手権試合
●エッジ(c) vs ジョン・シナ○
（ジョン・シナがWWE王座を奪取）
- 2008年6月1日　One Night Stand 2008

WWE・世界ヘビー級王座決定戦
○エッジ vs ジ・アンダーテイカー●
（エッジが勝利し、空位となっていた世界ヘビー級王座を手に入れる）
- 2009年8月23日 SummerSlam 2009

WWE・世界ヘビー級選手権試合
●ジェフ・ハーディー(c)　vs CMパンク○
（ジェフ防衛に失敗、CMパンクが世界ヘビー級王座を奪取）　
- 2009年12月13日 TLC:Tables, Ladders and Chairs 2009

WWE・統一タッグ選手権試合
●クリス・ジェリコ&ビッグ・ショー(c) vs D-ジェネレーションX(ショーン・マイケルズ&トリプルH)○
（D-ジェネレーションXが統一タッグ王座を奪取）
- 2010年11月29日 RAW

WWE王座選手権試合
○ザ・ミズ(w / アレックス・ライリー)(c) vs ジェリー "ザ・キング" ローラー●
（ミズがWWE王座を防衛）
- 2010年12月19日 TLC:Tables, Ladders and Chairs 2010

WWE・世界ヘビー級選手権試合
ケイン(c) vs レイ・ミステリオ vs アルベルト・デル・リオ vs エッジ○
（エッジが世界ヘビー級王座を奪取）
- 2011年12月18日 TLC:Tables, Ladders and Chairs 2011

WWE王座選手権試合
○CMパンク(c) vs アルベルト・デル・リオ vs ザ・ミズ
（パンクがWWE王座を防衛）
- 2012年12月16日 TLC:Tables, Ladders and Chairs 2012

○ザ・シールド（セス・ロリンズ&ディーン・アンブローズ&ロマン・レインズ） vs チーム・ヘル・ノー（ケイン&ダニエル・ブライアン）&ライバック●
（TLC戦では初のピンフォール&ギブ・アップ決着方式が採用された）
- 2013年1月7日 RAW

WWE王座選手権試合
○CMパンク(c) vs ライバック●
（CMパンクがWWE王座を防衛）
- 2013年12月15日 TLC:Tables, Ladders and Chairs 2013

WWE王座&世界ヘビー級王座統一戦
○ランディ・オートン vs  ジョン・シナ●
（オートンが王座を統一）
- 2014年12月14日 TLC:Tables, Ladders and Chairs 2014

○ブレイ・ワイアット vs  ディーン・アンブローズ●
- 2015年12月13日 TLC:Tables, Ladders and Chairs 2015

WWE王座選手権試合
○シェイマス(c) vs ロマン・レインズ●
（シェイマスがWWE王座を防衛）
- 2016年12月4日 TLC:Tables, Ladders and Chairs 2016

WWE世界王座選手権試合
○AJスタイルズ(c) vs ディーン・アンブローズ●
（AJスタイルズがWWE世界王座を防衛）
- 2017年10月22日 RAW's TLC:Tables, Ladders and Chairs 2017

3対5 ハンディキャップ戦
○カート・アングル&ディーン・アンブローズ&セス・ロリンズ vs ケイン&シェイマス&セザーロ&ブラウン・ストローマン&ザ・ミズ●
- 2018年12月16日 TLC:Tables, Ladders and Chairs 2018

○ブラウン・ストローマン vs バロン・コービン●
3WAY WWE・スマックダウン女子選手権試合
●ベッキー・リンチ(c) vs シャーロット・フレアー vs アスカ○
（ベッキーが王座防衛に失敗）
- 2019年12月15日 TLC:Tables, Ladders and Chairs 2019

○キング・コービン vs ロマン・レインズ●
WWE女子タッグ選手権試合
○カブキ・ウォリアーズ（アスカ&カイリ・セイン）(c) vs ベッキー・リンチ&シャーロット●